# Хонщайн
Хонщайн (на немски: Hohnstein) е град в Германия, разположен в окръг Саксонска Швейцария - Източен Ерцгебирге, провинция Саксония. Към 31 декември 2011 година населението на града е 3468 души.